# Acanthocarpus preissii
Acanthocarpus preissii är en sparrisväxtart som beskrevs av Johann Georg Christian Lehmann. Acanthocarpus preissii ingår i släktet Acanthocarpus och familjen sparrisväxter. Inga underarter finns listade i Catalogue of Life.